# Clarkson, Kentucky
Clarkson är en ort i Grayson County, Kentucky, USA. År 2000 hade orten 794 invånare. Den har enligt United States Census Bureau en area på 1,5 km², allt är land.